# チェンバース: 邪悪なハート
『チェンバース: 邪悪なハート』（原題: Chambers）は、2019年に配信されたアメリカ合衆国のテレビドラマシリーズ。九死に一生を得た高校生に降り掛かる不思議な体験を描く。企画・制作はリア・レイチェル、出演はシヴァン・アルリラ・ローズ、マーカス・ラヴォイ、ユマ・サーマン、トニー・ゴールドウィンなど。2019年4月26日にNetflixオリジナル作品として全世界へ配信されたが、第1シーズン限りで打ち切りとなった。

## あらすじ
突然心臓発作に見舞われたサーシャ・ヤジーは心臓移植のおかげで九死に一生を得た。しかし、サーシャは不気味な体験をするようになり、ドナー提供者のベッキーについて調べ始める。

## 登場人物とキャスト

### メイン
サーシャ・ヤジー
演 - シヴァン・アルリラ・ローズ（織部ゆかり）
フランク・ヤジー
演 - マーカス・ラヴォイ（竹田雅則）
ナンシー・ルフェーブル
演 - ユマ・サーマン（唐沢潤）
ベン・ルフェーブル
演 - トニー・ゴールドウィン
エリオット・ルフェーブル
演 - ニコラス・ガリツィン（虎島貴明）
イヴォンヌ・パーキンズ
演 - キアナ・シモン・シンプソン（大野歩唯）
TJ
演 - グリフィン・パウエル＝アルカン
マーニー
演 - サラ・メッツァノッティ（鳥越まあや）
ペネロペ
演 - リリー・ケイ（濱口綾乃）

### リカーリング
ベッキー・ルフェーブル
演 - リリヤ・リード（金田愛）
Ruth Pezim
演 - リリ・テイラー（金田愛）
Evan Pezim
演 - マシュー・ローチ（裕樹）
Ravi Jerome
演 - ジョニー・リオス（森宮隆）
Coach Jones
演 - マイケル・スタール＝デヴィッド
Deacon
演 - カーン・バイカル
Harrison Yazzie
演 - リチャード・レイ・ホイットマン
Tracey Perkins
演 - パトリス・ジョンソン
ラッセル
演 - （江頭宏哉）

## エピソード
| 通算 話数 | タイトル                                  | 監督                         | 脚本                       | 公開日        |
| --------- | ----------------------------------------- | ---------------------------- | -------------------------- | ------------- |
| 1         | "待ち受ける虚空" "Into the Void"          | アルフォンソ・ゴメス＝レホン | Leah Rachel                | 2019年4月26日 |
| 2         | "知るべき真実" "Right to Know"            | アルフォンソ・ゴメス＝レホン | Akela Cooper               | 2019年4月26日 |
| 3         | "内なる悪魔" "Bad Inside"                 | タイ・ウェスト               | Leah Rachel Travis Jackson | 2019年4月26日 |
| 4         | "ふたつでひとつ" "2 for 1"                | Francesca Gregorini          | Randy McKinnon             | 2019年4月26日 |
| 5         | "膨らむイメージ" "Murder on My Mind"      | ダナ・ゴンザレス             | Rebecca Kirsch             | 2019年4月26日 |
| 6         | "恵みと感謝を" "With Grace and Gratitude" | Sydney Freeland              | Charmaine DeGraté          | 2019年4月26日 |
| 7         | "心に闇を負う者同士" "Trauma Bonding"     | Geeta V. Patel               | Jason Gavin                | 2019年4月26日 |
| 8         | "大胆な試み" "Heroic Dose"                | タイ・ウェスト               | Jennifer Yale              | 2019年4月26日 |
| 9         | "たそがれ時に" "In the Gloaming"          | Tony Goldwyn                 | Travis Jackson             | 2019年4月26日 |
| 10        | "水晶のハート" "The Crystal Organ"        | Lucy Tcherniak               | Leah Rachel                | 2019年4月26日 |

## 製作
2018年1月10日、Netflixが本作の製作を発表した。撮影は2018年6月から11月までアルバカーキで行なわれた。
2019年6月18日、Netflixは本作が第1シーズン限りで打ち切りになったと発表した。

## 評価

### 批評
本作は批評集積サイトのRotten Tomatoesに29件のレビューがあり、批評家支持率は41%、平均点は10点満点で5.53点となっている。また、Metacriticには14件のレビューがあり、加重平均値は46/100となっている。